# اف‌کا گیسوی برنیکه
اف‌کا گیسوی برنیکه یک ستاره است که در صورت فلکی گیسوی برنیکه قرار دارد.